# Oligosita rustica
Oligosita rustica är en stekelart som beskrevs av Girault 1929. Oligosita rustica ingår i släktet Oligosita och familjen hårstrimsteklar. Inga underarter finns listade i Catalogue of Life.